# Mohammed al-Fazari
Abu Abdallah Muhammad ibn Ibrahim ibn Habib al-Fazari  (în arabă أبو عبدالله محمد بن إبراهيم بن حبيب الفزاري) a fost un filozof, matematician, astronom și astrolog arab , care a trăit la sfârșitul secolului al VIII-lea și începutul secolului următor. I se atribuie inventarea astrolabului.
Se cunosc puține detalii despre viața sa.
A fost fiul lui Ibrahim al-Fazari (de asemenea om de știință) și a trăit în vremea califului abbasid Al-Mansur.
A tradus în arabă una dintre siddhanta indiană (și anume Brāhmasphuṭasiddhānta, principala operă a matematicianului Brahmagupta), lucrare publicată în anul 773 și care a ajuns să fie cunoscută la Bagdad.
Fazārī a jucat un rol esențial în dezvoltarea culturii tradiției arabe tradiționale identificate ]n surse indiene, sasaniene și grecești. Din lucrările proprii practic nu s-a păstrat nimic. Nici măcar identitatea lui nu este absolut sigură: a existat o anumită ambiguitate între biografii medievali în privința faptului că Ibrāhīm ibn Ḥabīb al-Fazārī și Muhammad ibn Ibrāhīm ibn Ḥabīb al-Fazārī erau doi oameni diferiți, și anume tată și fiu. Se presupune totuși că diversele referiri la astronomul Fazārī se reflectă la același individ.